# Tetrapus costaricanus
Tetrapus costaricanus är en stekelart som beskrevs av Grandi 1925. Tetrapus costaricanus ingår i släktet Tetrapus och familjen fikonsteklar.
Artens utbredningsområde är:
- Costa Rica.
- Panama.

Inga underarter finns listade i Catalogue of Life.